# Пећина Бели Мајдан
Пећина Бели Мајдан, позната и као Раковачка пећина је стари каменолом, настала је ископавањем камена, каолински гранит у давним временима највероватније за потребе оближњег манастира Раковац, а најчешће коришћен је за израду надгробних споменика и темеља за кућу. Налази се у Раковцу, на Фрушкој гори.
Дворана је висока око четири метра, а свод држе камени стубови, улаз је широк неколико десетина метара и исто толико се простире у дубину.. Руднички коп је затворен тридесетих година 20. века. Постоје и степенице исклесане у камену, тако да можете обићи све одаје у унутрашњости. Димензије целог комплекса су импозантне и јединствене за подручје Фрушке горе. Постоји пут који вас може довести изнад свода дворане одакле се пружа упечатљив поглед на Фрушкогорје. Поред пећине се налази и један отвор у земљи из кога избија топао ваздух који је посебно осетан током хладнијих дана.
До пећине се долази тако што се из правца Беочина после манастира Раковац, скрене на први пољски пут лево, и после стотинак метара десно. Пут, са доста успона, води право на пећину. Други начин је да се крене од извора код споменика Каменолом. Иза извора, на стрмо брдо су постављене грубе камене степенице на које се наставља кривудава стаза, која после пет минута хода излази пред саму пећину.